# Marcin Gawron
Marcin Gawron (ur. 25 maja 1988 w Nowym Sączu) – polski tenisista, reprezentant Sądeckiego Towarzystwa Tenisowego, medalista mistrzostw Polski.

## Kariera
Występując w gronie juniorów, zakwalifikował się do French Open 2006 odpadając potem w 1 rundzie przegrywając. Na tym samym turnieju w duecie z Błażejem Koniuszem w grze podwójnej przegrał w 1 rundzie 5:7, 6:1, 1:6 z amerykańską parą Jamie Hunt i Donald Young. Na Wimbledonie 2006, osiągnął finał singla chłopców przechodząc wcześniej przez eliminacje. W decydującym meczu uległ najwyżej rozstawionemu Holendrowi Thiemo de Bakkerowi 2:6, 6:7. W grze podwójnej odpadł w 1 rundzie (w parze z Libańczykiem Bassamem Beidasem).
Najwyżej klasyfikowany na 29. miejscu w juniorskim rankingu ITF (lipiec 2006).
15 lipca 2006 zdobył tytuł mistrza Nowego Sącza. W finale wygrał ze swoim trenerem Mario Trnovsky'm (6:3, 6:4)